# The Information
Albums de Beck
Guerolito
(2005) Modern Guilt
(2008)
Singles
1. Nausea
Sortie : 29 août 2006
2. Cellphone's Dead
Sortie : 2 octobre 2006
3. Think I'm in Love
Sortie : 2006

The Information est le dixième album studio du musicien américain Beck paru le 3 octobre 2006. L'album est produit et mixé par Nigel Godrich, qui a déjà travaillé avec Beck dans le passé sur Mutations (1998) et Sea Change (2002). L'enregistrement a eu lieu de 2003 à 2006, parallèlement à celui de Guero (produit par The Dust Brothers), neuvième album studio de l'artiste paru en 2005,. The Information reçoit des critiques majoritairement positives et s'est mérité une place parmi plusieurs classements de fin d'année.

## Production

### Enregistrement
Avant la sortie de l'album, Beck note qu'il ne s'agit pas d'un disque «épuré», contrairement à ses précédentes collaborations avec Godrich, Mutations et Sea Change. Selon Beck, «Nigel [Godrich] disait qu'il voulait faire un album hip-hop» avant qu'ils commencent à travailler sur The Information. «Dans un sens c'en est un, d'un autre ce n'en est pas un. Il y a des chansons hip-hop, et mes anciennes collaborations avec lui sont Mutations et Sea Change, disques plus ou moins introspectifs, donc ce nouvel album amène en quelque sorte ces deux mondes différents ensemble.»

Lors d'un interview avec la BBC, Beck révèle que l'album fut très «douloureux» à faire:
Ç'a débuté sans douleur, mais ça s'est achevé douloureux. C'est comme si nous avions enregistré l'album une première fois pour le refaire une seconde fois, puis une troisième. Nous avons commencé l'album en 2003 et nous nous réunissions annuellement, le producteur [Nigel Godrich] et moi. On a tout passé au peigne fin et nous nous sommes débarrassé de ce qui nous fatiguait, des choses qui nous semblaient banales.
Le premier single nord-américain est Nausea, qui sort officiellement à la radio le 5 septembre 2006. Le premier single britannique est quant à lui Cellphone's Dead, avec un clip officiel dirigé par Michel Gondry. Think I'm in Love devient le deuxième et dernier single ainsi qu'un hit radio, engrangeant une nouvelle vague d'intérêt pour The Information.
Le 27 février 2007, une «version deluxe» de l'album paraît. Cette version contient l'album original ainsi que trois chansons inédites, six remixes, un livret comprenant toutes les paroles, un DVD contenant un vidéo pour chaque chanson ainsi que deux vidéos inédits, et quatre feuillets d'autocollants pour décorer la pochette de l'album.

### Vidéoclips
Certaines copies de l'album incluent un DVD bonus contenant un vidéoclip pour chaque titre sur le disque.Dans une entrevue avec Wired, Beck explique la réalisation de ces vidéos, qui se retrouveront plus tard également sur la plateforme web YouTube:
Nous avons filmé une série de vidéos avec un très petit budget pour les chansons sur l'album. Nous avions quelques caméras et un mélangeur vidéo trouvé à 100$ sur eBay, et nous avons filmé 15 vidéos impromptus sur un écran vert. Nous avions même invité nos amis et nos familles dans le studio pour qu'ils fassent partie de l'action – ma belle-mère s'est occupée de l'éclairage et mon fils, mes neveux et mes nièces courraient partout. C'était un pur chaos fait à l'improviste.

### Pochette et design
L'album paraît avec une pochette quasiment vierge (le nom de Beck inscrit dans le coin supérieur droit seulement), mais inclut un de quatre différents livrets d'autocollants, pour que les fans puissent eux-mêmes créer leur design. Beck explique au magazine Wired qu'il voulait qu'aucune copie de la couverture du CD ne soit identique: «L'illustration sera personnalisable. L'idée est de fournir quelque chose qui appelle à l'interactivité.» Cependant, parce que le concept fût considéré comme une manière de doper les ventes de l'album en magasins, The Information fût considéré inéligible par le UK Albums Chart et ne pût y figurer.

## Parution

### Formats et promotion
Pour The Information, Beck tourne un vidéoclip à petit budget pour chaque chanson et ajoute des feuillets d'autocollants dans la pochette pour que celle-ci permette de stimuler la créativité des fans. Beck fait également fuiter volontairement des titres et les vidéos qui les accompagnent sur son site internet des mois avant la parution de l'album. «Nous arrivons dans une époque où la chanson, l'imagerie et le vidéo peuvent tous exister en une seule et même chose,» dit-il. «Techniquement, ce n'est même plus quelque chose d'audio désormais. C'est autre chose.» «J'ai essayé de faire quelque chose de ce genre-là pour les trois derniers albums», observe-t-il également, ayant sorti plusieurs versions de son album précédent, Guero, incluant un ensemble deluxe CD/DVD ainsi qu'un album de remixes appelé Guerolito. «Les moyens conventionnels ne fonctionnent plus comme avant, donc il y a maintenant une motivation à essayer de nouvelles choses.»
Interscope fait également paraître une version deluxe de l'album en 2007. Elle inclut un DVD qui contient les vidéos créés en collaboration avec le producteur Nigel Godrich, ainsi qu'un disque complet de remixes.

### Accueil
L'album atteint le 7e rang du Billboard 200, le 6e rang au Canada et le 31e sur l'ARIA Albums Chart australien. En date du mois de juillet 2008, The Information s'est vendu à 434 000 exemplaires aux États-Unis. Avec les auditeurs maintenant bien habitués à entendre un nouvel aspect de Beck sur chaque album, les critiques décrivent ses plus récentes sorties de «Beck-esque», signifiant qu'elles sonnaient davantage revisitées que réinventées. The New York Times fait l'hypothèse que les thématiques sombres de l'album reflètent la condition du monde autour de Beck à l'époque et sent que le musicien rend cela bien apparent grâce aux vidéoclips sortis simultanément avec l'album. Ils sentent que la musique se base sur un son pop des années 1960 jumelé à des paroles plus réfléchies. Le webzine anglais Drowned in Sound publie une critique qui suggère que The Information est une tentative mature et honnête d'une production à plusieurs genres, sans toutefois recréer ce que Beck a déjà accompli. Ils louent les variations vocales du chanteur, son habileté à créer une suite logique de chansons à l'intérieur d'un album et son style imprévisible. The Village Voice attribue à Beck un détachement qui lui était jusqu'alors inconnu, et que les musiciens seraient beaucoup plus énergique que lui sur l'album. Ils soulignent que sa collaboration avec Nigel Godrich contient encore plus d'échantillons que ses collaborations avec les Dust Brothers, et ressentent que l'album souffre de l'attitude déconnectée de Beck. Pitchfork publie une critique de l'édition deluxe de l'album, qui est selon eux uniquement une méthode simple pour encaisser davantage, mais ils approuvent la présence du disque de remixes que l'édition deluxe contient.
Le magazine Rolling Stone place l'album en 24ème position des meilleurs albums de 2006, alors que Spin lui accorde la 10ème place de sa liste des 40 meilleurs albums de 2006.

## Titres
Tous les titres ont été écrits par Beck Hansen, sauf quand mentionné.
| No  | Titre                                                    | Durée |
| --- | -------------------------------------------------------- | ----- |
| 1.  | Elevator Music                                           | 3:38  |
| 2.  | Think I'm In Love                                        | 3:20  |
| 3.  | Cellphone's Dead                                         | 4:46  |
| 4.  | Nausea                                                   | 3:48  |
| 5.  | Soldier Jane (Hansen, Nigel Godrich)                     | 3:59  |
| 6.  | Strange Apparition                                       | 2:55  |
| 7.  | Dark Star                                                | 3:26  |
| 8.  | Movie Theme                                              | 3:45  |
| 9.  | We Dance Alone                                           | 3:57  |
| 10. | No Complaints                                            | 3:00  |
| 11. | 1000 BPM                                                 | 2:32  |
| 12. | Motorcode (Hansen, Godrich)                              | 4:15  |
| 13. | The Information                                          | 3:46  |
| 14. | New Round (Hansen, Godrich)                              | 3:53  |
| 15. | Horrible Fanfare/Landslide/Exoskeleton (Hansen, Godrich) | 10:36 |

| 16. | Inside Out (coffret + sorties au Japon et au Royaume-Uni)            | 3:43 |
| 17. | This Girl That I Know (coffret + sorties au Japon et au Royaume-Uni) | 2:43 |
| 18. | O Menina (coffret + sortie au Japon)                                 | 2:08 |

### Version deluxe
Le premier disque de la version deluxe contient les 15 titres de l'album original, quoiqu'un peu réarrangés. New Round passe donc du 7e au 14e titre, Dark Star du 8e au 7e et Movie Theme du 14e au 8e. Le disque inclut également les trois chansons bonus de la sortie japonaise, pour un total de 18 titres.
| 1. | Cellphone's Dead (Ellen Allien remix)                                | 5:37  |
| 2. | Nausea Pirates Mix (Bumblebeez remix)                                | 2:28  |
| 3. | Dark Star (David Andrew Sitek remix)                                 | 4:08  |
| 4. | Nausea (The Chap remix)                                              | 3:55  |
| 5. | Cellphone's Dead (Jamie Lidell Limited Minutes remix)                | 4:32  |
| 6. | Cellphone's Dead Villalobos Entlebuch RMX (Ricardo Villalobos remix) | 14:38 |

Le troisième disque contient quant à lui les vidéoclips, majoritairement réalisés par Beck.
| 1.  | Elevator Music                               | 3:47  |
| 2.  | Think I'm in Love                            | 2:58  |
| 3.  | Cellphone's Dead                             | 5:00  |
| 4.  | Strange Apparition                           | 3:48  |
| 5.  | Soldier Jane                                 | 4:06  |
| 6.  | Nausea                                       | 2:52  |
| 7.  | New Round                                    | 3:29  |
| 8.  | Dark Star                                    | 6:18  |
| 9.  | We Dance Alone                               | 1:32  |
| 10. | No Complaints                                | 2:59  |
| 11. | 1000 BPM                                     | 2:39  |
| 12. | Motorcade                                    | 2:35  |
| 13. | The Information                              | 4:00  |
| 14. | Movie Theme                                  | 4:00  |
| 15. | The Horrible Fanfare/Landslide/Exoskeleton   | 11:01 |
| 16. | Inside Out                                   | 4:32  |
| 17. | This Girl That I Know                        | 2:57  |
| 18. | Cellphone's Dead (réalisé par Michel Gondry) | 9:34  |
| 19. | Nausea (réalisé par Patrick Daughters)       | 4:31  |

## Générique des échantillons
- La section The Horrible Fanfare utiliser un échantillon de Cellphone's Dead.
- La section Landslide utilise un échantillon de la chanson Requiem pour un con de Serge Gainsbourg.
- La section Exoskeleton contient un dialogue parlé par Dave Eggers et Spike Jonze.

## Personnel
- Beck – Voix, guitare acoustique, guitare électrique, mélodica, piano, orgue, clavier, programmation, effets sonores, sitar, basse, harmonica, kalimba, percussions, batterie, effets de batterie, glockenspiel, Game Boy
- Nigel Godrich – production, mixage, claviers, programmation, effets sonores, tambourine, percussions, chœur, jouet Speak & Spell, sifflet, Tote-A-Tune, kalimba, batterie, Game Boy
- Jason Falkner – basses, guitare électrique, guitare acoustique, basse africaine, Moog, chœur, percussions, batteries
- James Gadson – batterie, percussions, chœur
- Joey Waronker – batterie, percussions, chœur
- Smokey Hormel – sons d'introduction
- Justin Meldal-Johnsen – sons d'introduction
- Roger Joseph Manning Jr. – sons d'introduction
- Alex Acuña – percussions, chœur
- Harvey Mason – batterie
- Brian LeBarton – jouet Speak & Spell
- Justin Stanley – guitare électrique, guitare acoustique, chœur, percussions, flûte
- Greg Kurstin – claviers, berimbau, piano, clavier-basse, synthétiseur, chœur, guitare acoustique
- DJ Z-Trip – grattage
- Stevie Black – violoncelle, percussions, chœur
- Lucia Ribisi – fille sur "Cellphone's Dead"
- Cosimo Hansen – parle
- Sean Davis – guitares basses
- Rachel Shelley – prévisions des services de transport
- David Campbell – arrangements des cordes, chef d'orchestre
- Suzie Katayama – cordes
- Charlie Bisharat – cordes
- Spike Jonze – parle sur "Exoskeleton"
- Dave Eggers – parle sur "Exoskeleton"